# Dadiah
El Dadiah o Dadih es un yogur tradicional de Minangkabau elaborado con leche de Búfalo de agua y que se hace con la leche fermentada en una rama de bambú cubierta en una hoja de banana. El Dadih se sirve por regla general como desayuno, mezclado junto con ampiang (tradicional crispies de arroz) y azúcar de coco. El Dadih puede ser acompañado con un buen plato de arroz con sambal.

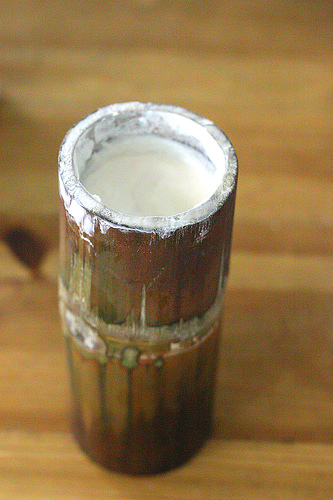